# 하이퍼리듬의 음반
이 문서는 하이퍼리듬에서 발매한 음반 목록이다.

## 2020년대
- 2022년 11월 17일 에이머스 - [1st Mini Album] STAGE 0. BETTING STARTS
- 2023년 1월 27일 에이머스 - [Special Single] Fireworks
- 2023년 1월 12일 에이머스 - [1st Single] Bubbling
- 2024년 2월 15일 에이머스 - [2st Single] Somebody